# 杰弗里·穆塔伊
杰弗里·穆塔伊（1981年10月7日—，Geoffrey Kiprono Mutai）肯尼亚马拉松选手。2011年4月18日穆塔伊曾以马拉松史上最快成绩2小时3分2秒获得波士顿马拉松赛男子冠军。但由于赛道问题，他的比赛成绩并不获国际田径联合会认可。2011年11月6日穆塔伊获得第42届纽约马拉松赛男子冠军。他以2小时5分6秒完成比赛，刷新了埃塞俄比亚选手特思法耶塔·吉法尔（Tesfaye Jifar）在2001年创下的记录。